# Caldora
La famiglia Caldora (denominata in francese Candole o Candolle, talvolta preceduti dalla preposizione de o De, e in latino Candola o Candol) è stata una famiglia nobile italiana e francese. Fu una delle sette grandi casate del Regno di Napoli.

## Storia
(Carlo Calà, Historia de' Svevi nel conqvisto de' Regni di Napoli, e di Sicilia, per l'Imperatore Enrico Sesto, Napoli, Novello de' Bonis, 1660, p. 245)

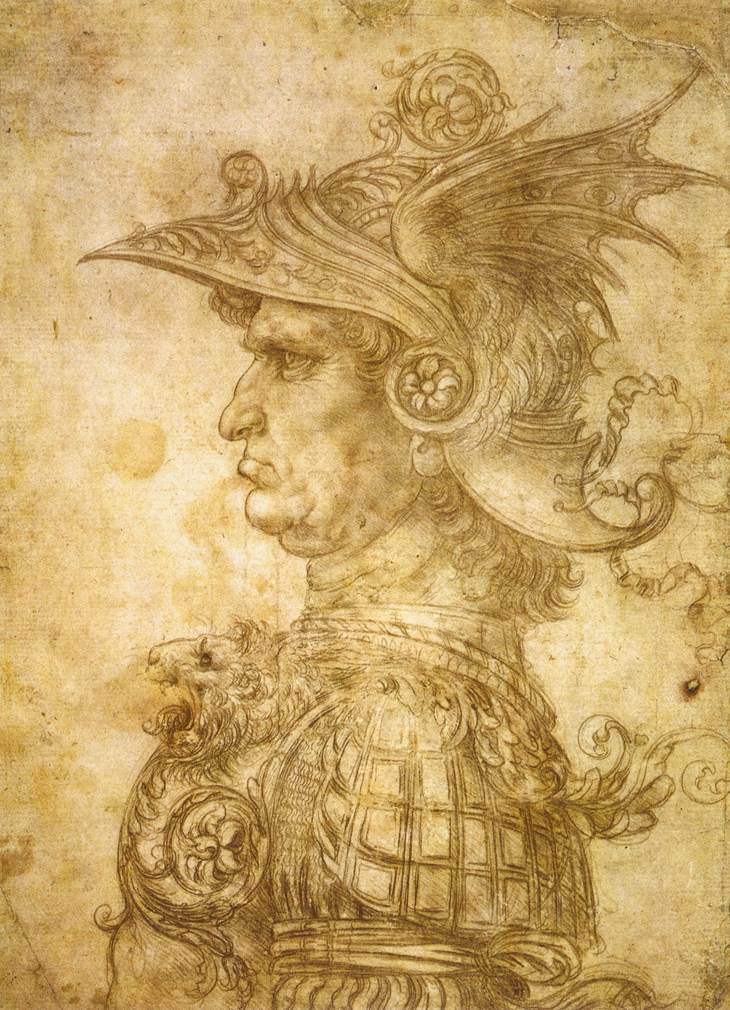
Jacopo/Giacomo I Caldora fu il più celebre della famiglia Caldora

La famiglia Caldora è stata un'antica famiglia nobile di cavalieri originaria della Provenza, una regione situata nel sud-est della Francia. Il suo nome derivava dal feudo di Chaudol (contemporanea frazione del comune francese di La Javie), situato nel distretto di Digne-les-Bains appartenente alla Contea di Provenza, che era di loro proprietà. Il fondatore della famiglia fu Ponzio Caldora (Pons Candole), il quale fu barone di Peynier nel 1184 e si sposò con una dama della casata dei d'Andalusia, il cui nome è ignoto, dando così inizio alla propria discendenza. A partire dalla seconda metà del XIII secolo, la famiglia si divise in due rami, il ramo francese, il quale rimase in Provenza, e il ramo italiano, il più noto tra i due, che si trasferì in Italia al seguito del re Carlo I d'Angiò, col quale era imparentato, per prendere parte alla conquista del Regno delle Due Sicilie. Da quest'ultimo ramo uscirono durante il Regno di Napoli valorosi condottieri e capitani di ventura, tra cui Jacopo/Giacomo I Caldora, il quale fu il più celebre della dinastia. Il ramo italiano si estinse nel 1552 con Berlingiero III Caldora, che morì senza eredi mentre era intento ad attraversare il fiume Stura di Demonte. Di questo ramo sopravvisse fino alla fine del XVII secolo il ramo collaterale dei Malandrino, comprendente i baroni di Carpineto Sinello, Morcone e Santa Croce di Magliano, originatosi intorno al 1410 da Domenico Caldora, il quale fu disconosciuto dal suddetto Jacopo Caldora, suo cugino, per essere stato coinvolto nell'omicidio di un suo parente, comportamento che gli valse l'assegnazione di tale appellativo. Quanto al primo ramo, quello francese, il cui primo componente Pietro II Caldora (Pierre II Candole), in particolare, aveva seguito anch'esso il re Carlo I d'Angiò nella sua spedizione militare in Italia e fatto poi ritorno in Francia, questo generò vari membri che ricoprirono cariche importanti nella magistratura di Marsiglia e nella marina francese. Da questo ramo ebbe origine il ramo collaterale svizzero, chiamato così poiché i propri membri emigrarono e vissero interamente a Ginevra, in Svizzera, per motivi di religione. Tra i membri di questo ramo collaterale si distinse durante la Restaurazione Augustin Pyrame de Candolle, il quale fu un importante botanico e micologo. Il ramo francese e il suo ramo collaterale ginevrino si estinsero rispettivamente verso la fine del XIX secolo e intorno al 1950.

## Albero genealogico
Di seguito è riportato l'albero genealogico dei più noti membri del ramo italiano (ramo principale) della famiglia Caldora:
|          |          |          |          |     |                |                  |                  |                |                        |       |       |          |          |     |   |
|          |          |          |          |     |                |                  |                  |                | "Raimondaccio" Caldora |       |       |          |          |     |   |
|          |          |          |          |     |                |                  |                  |                |                        |       |       |          |          |     |   |
|          |          |          |          |     |                |                  |                  |                |                        |       |       |          |          |     |   |
|          |          |          |          |     |                |                  |                  |                | Giovanni Antonio       |       |       |          |          |     |   |
|          |          |          |          |     |                |                  |                  |                |                        |       |       |          |          |     |   |
|          |          |          |          |     |                |                  |                  |                |                        |       |       |          |          |     |   |
|          |          |          |          |     | Jacopo/Giacomo | Jacopo/Giacomo   |                  | Restaino       | Restaino               |       |       | Raimondo | Raimondo | ?   | ? |
|          |          |          |          |     |                |                  |                  |                |                        |       |       |          |          |     |   |
|          |          |          |          |     |                |                  |                  |                |                        |       |       |          |          |     |   |
|          |          | Antonio  | Antonio  |     |                |                  | Berlingiero      | Berlingiero    | Maria                  | Maria | Maria | Maria    | ...      | ... |   |
|          |          |          |          |     |                |                  |                  |                |                        |       |       |          |          |     |   |
|          |          |          |          |     |                |                  |                  |                |                        |       |       |          |          |     |   |
| Restaino | Restaino | Raimondo | Raimondo | ... | ...            | Giovanni Antonio | Giovanni Antonio | Jacopo/Giacomo | Jacopo/Giacomo         |       |       |          |          |     |   |

## Stemma e motto
Lo stemma della famiglia Caldora era costituito da uno scudo francese antico inquartato di oro al 1º ed al 4º quarto e di azzurro al 2º ed al 3º. In seguito lo stemma venne mutato in uno scudo francese moderno mantenendo inalterata la propria costituzione interna.
Il motto della famiglia Caldora era originariamente costituito da un'esclamazione francese, "Aide Dieu au bon chevalier!", che tradotta significa "Aiuta Dio il buon cavaliere!". In seguito Jacopo Caldora, membro più celebre della dinastia, ne adottò uno proprio, che venne adottato anche dai propri discendenti, costituito da un celebre verso biblico di Davide, "Coelum coeli Domino, terram autem dedit filiis hominum", che tradotto significa "Il cielo al Signore del cielo, ma la terra fu data ai figli degli uomini", con cui intendeva dire che "La terra era data in sorte a chi più se ne poteva far signore" e che "È il mondo di chi più forte ha la mano", il quale motto rispecchiava il contenuto del suo stemma: l'oro simboleggiava il Sole quindi nobiltà, splendore, ricchezza, potenza, gravità, allegrezza, gioventù, sapienza, prudenza e fede, mentre l'azzurro simboleggiava il pianeta Giove quindi aria, castità, santità, devozione, gelosia e giustizia. Quest'ultimo motto veniva fatto incidere sulle barde e sui finimenti dei propri cavalli.

## Feudi
La famiglia possedeva un totale di oltre 56 feudi, distribuiti per la maggior parte in Abruzzo e in Molise, suddivisi in ducati, marchesati, contee e baronie.

## Dimore

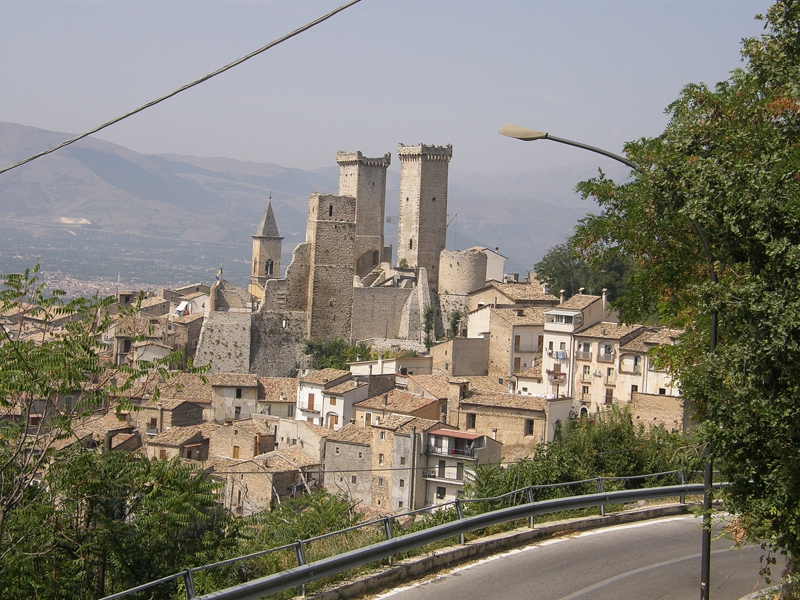
Castello Caldora di Pacentro, principale dimora della famiglia Caldora

Di seguito è riportato un elenco non completo delle dimore abitate dalla famiglia Caldora:
- Castello Aragonese di Ortona[20];
- Castello Caldora di Carpinone[21];
- Castello Caldora di Civitaluparella[21];
- Castello Caldora di Pacentro[22];
- Castello Caldoresco di Vasto[23];
- Castello[A 19] di Castel del Giudice[21];
- Castello Ducale di Palena[24];
- Castello Ducale di Trivento[21];
- Chiesa del Gesù Nuovo[A 20] di Napoli[25];
- Palazzo d'Avalos di Vasto[23];
- Palazzo del Castello di Campo di Giove[26];
- Palazzo La Petite Pierrière di Pregny-Chambésy[27];
- Torre di Bassano e le altre quattro torri civiche di Vasto[23].